# Columna de Maria
La Mariensäule o columna de Maria es troba a la Marienplatz o plaça major de Múnic (Alemanya). És una columna que va ser construïda el 1638, durant la Guerra dels 30 anys (1618-1648), després que la ciutat de Múnic fos salvada de ser destruïda pels suecs. La plaça pren el nom d'aquest monument.
El monument es compon d'una columna de marbre en la part superior del qual apareix una estàtua daurada de la Mare de Déu amb el Nen Jesús en braços. Per la tipologia de l'obra es tracta d'un "Triomf", és a dir un monument consistent en una columna o obelisc que sosté en la seva part superior una estàtua. A la base de la columna s'hi poden observar a quatre àngels, que lluiten contra criatures mítiques que representen les quatre amenaces que tenia Múnic en aquesta època:
- El primer monstre és un drac que representa la gana.
- El segon, que lluita amb un lleó representa la guerra.
- El tercer és un basilisc que representa la malaltia.
- La cambra, la serp que representa l'heretgia, és a dir tots els protestants d'aquella època que s'enfrontaven a l'Església catòlica.

## Galeria d'imatges

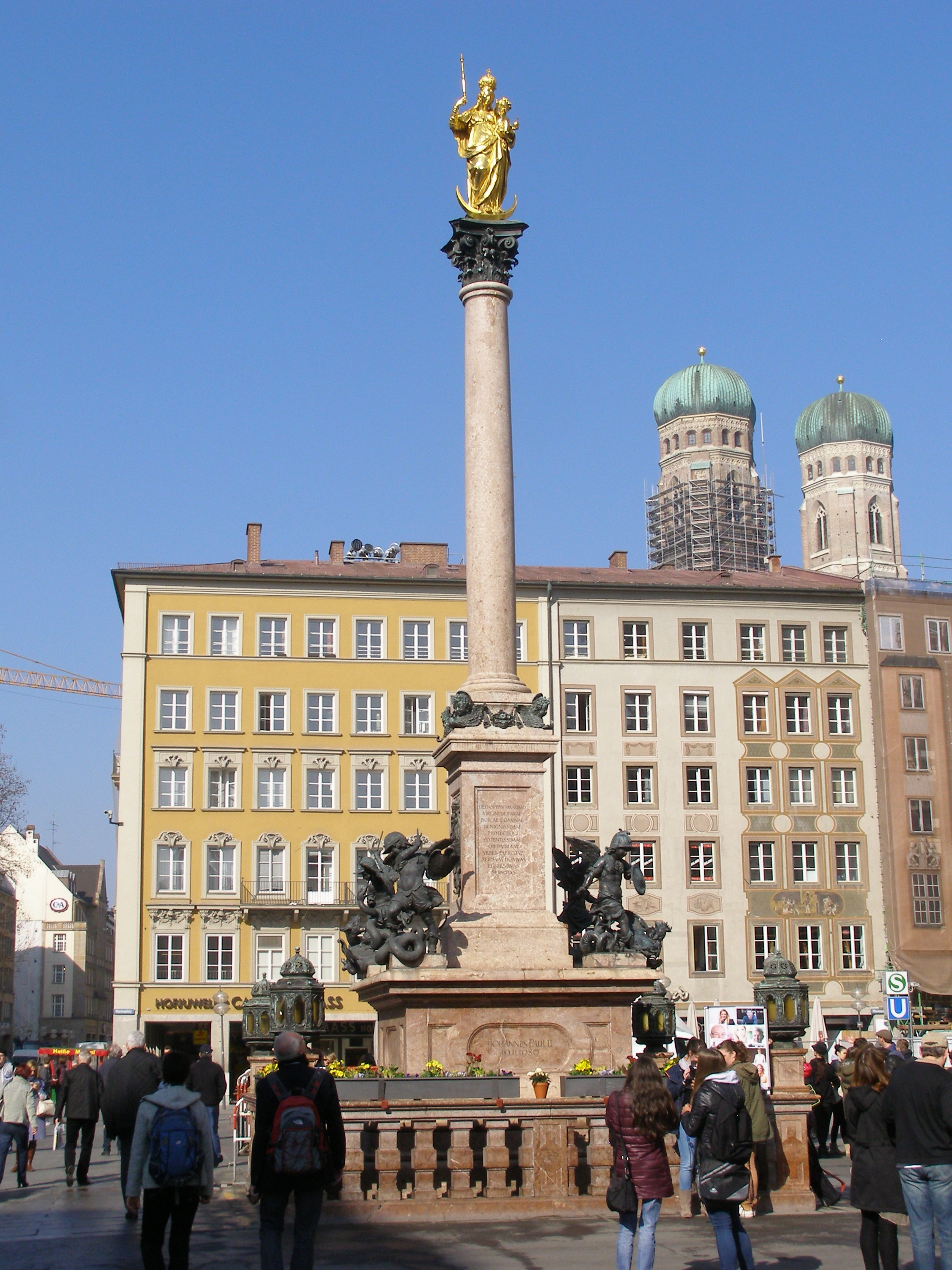
Columna de María, vista general. Al fons, les dues torres de la Frauenkirche.
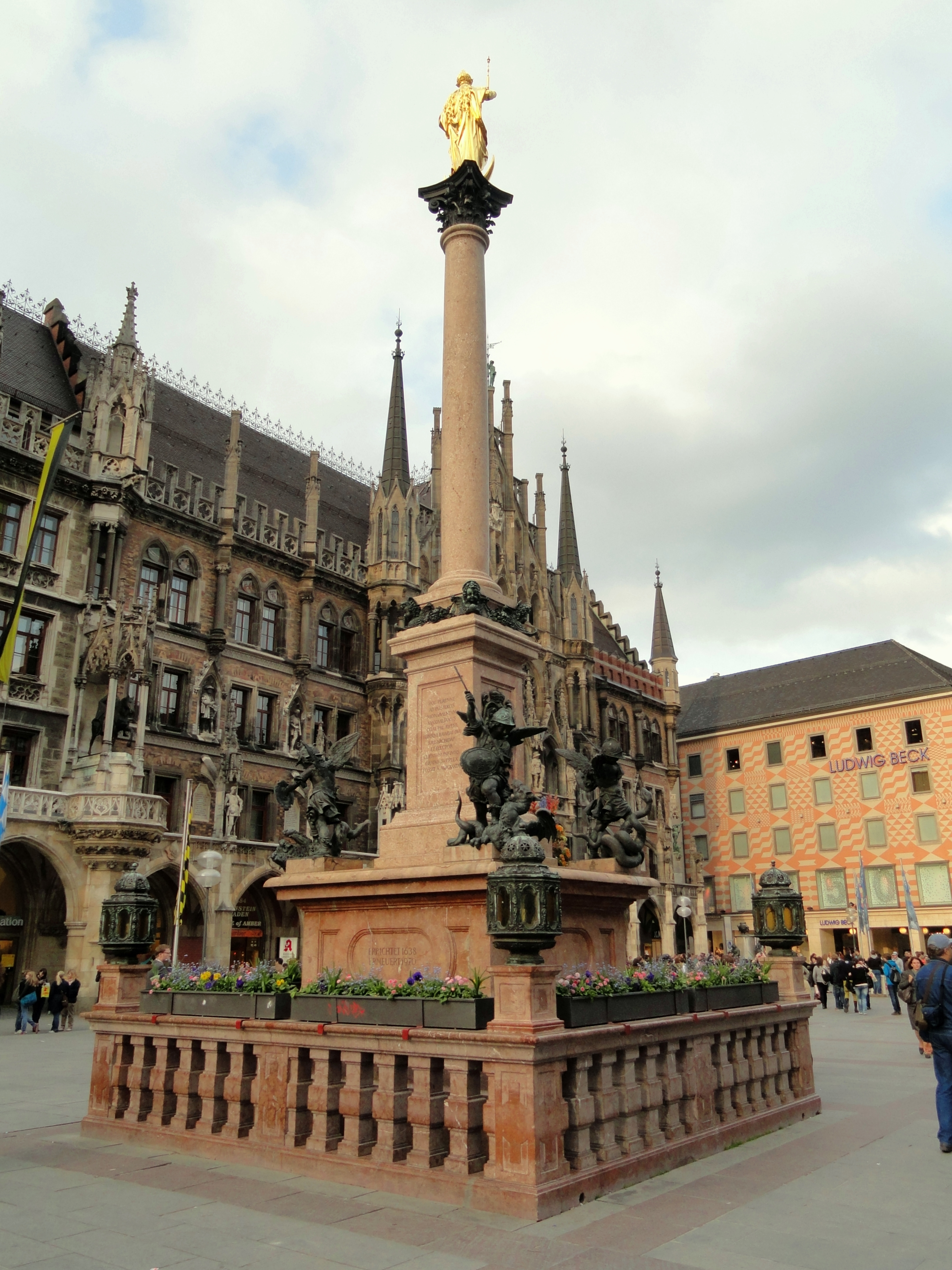
La columna al centre de la plaça, davant el Neues Rathaus.
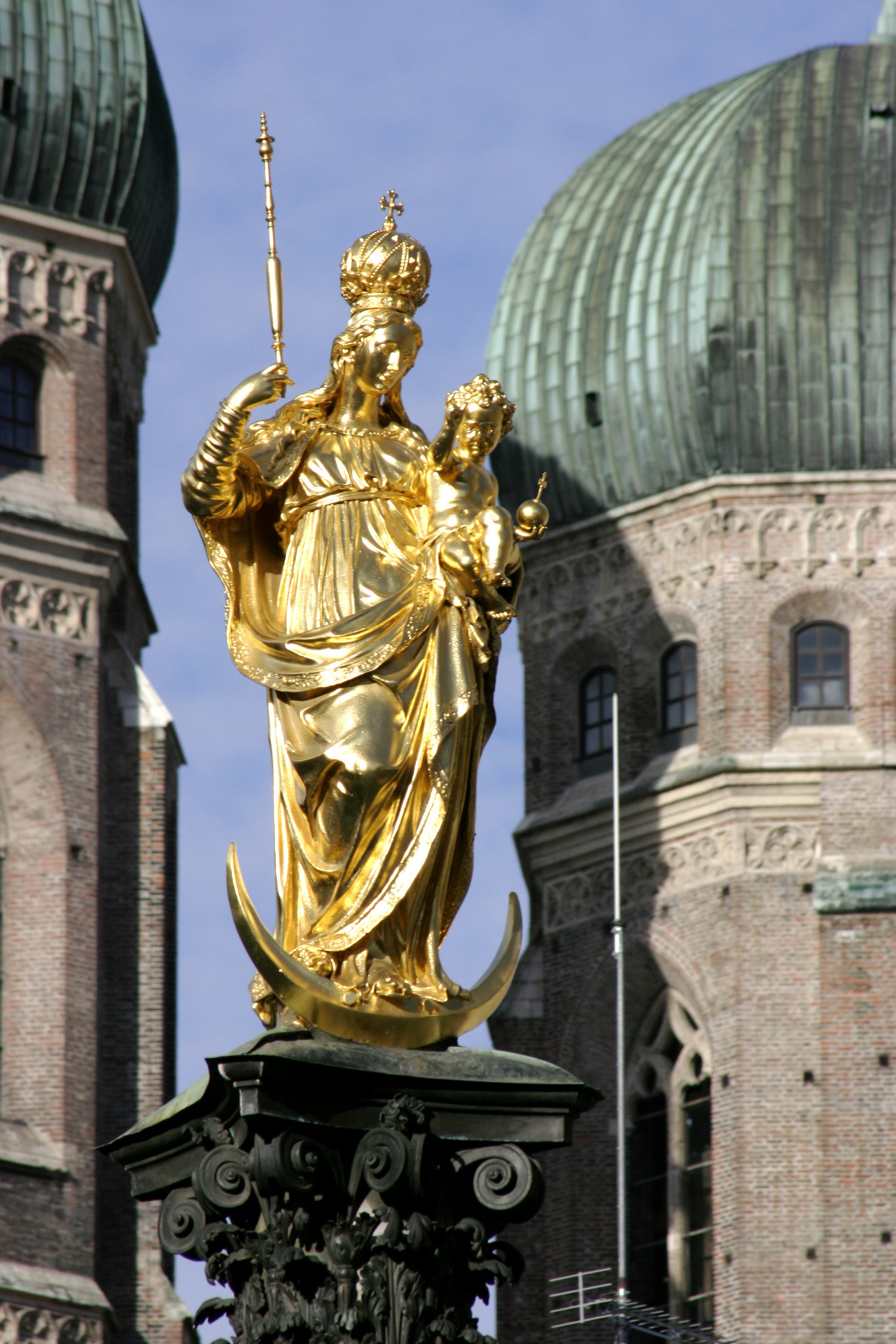
L'estàtua daurada de Maria, amb la vista en perspectiva de les dues torres de la Frauenkirche darrere seu.
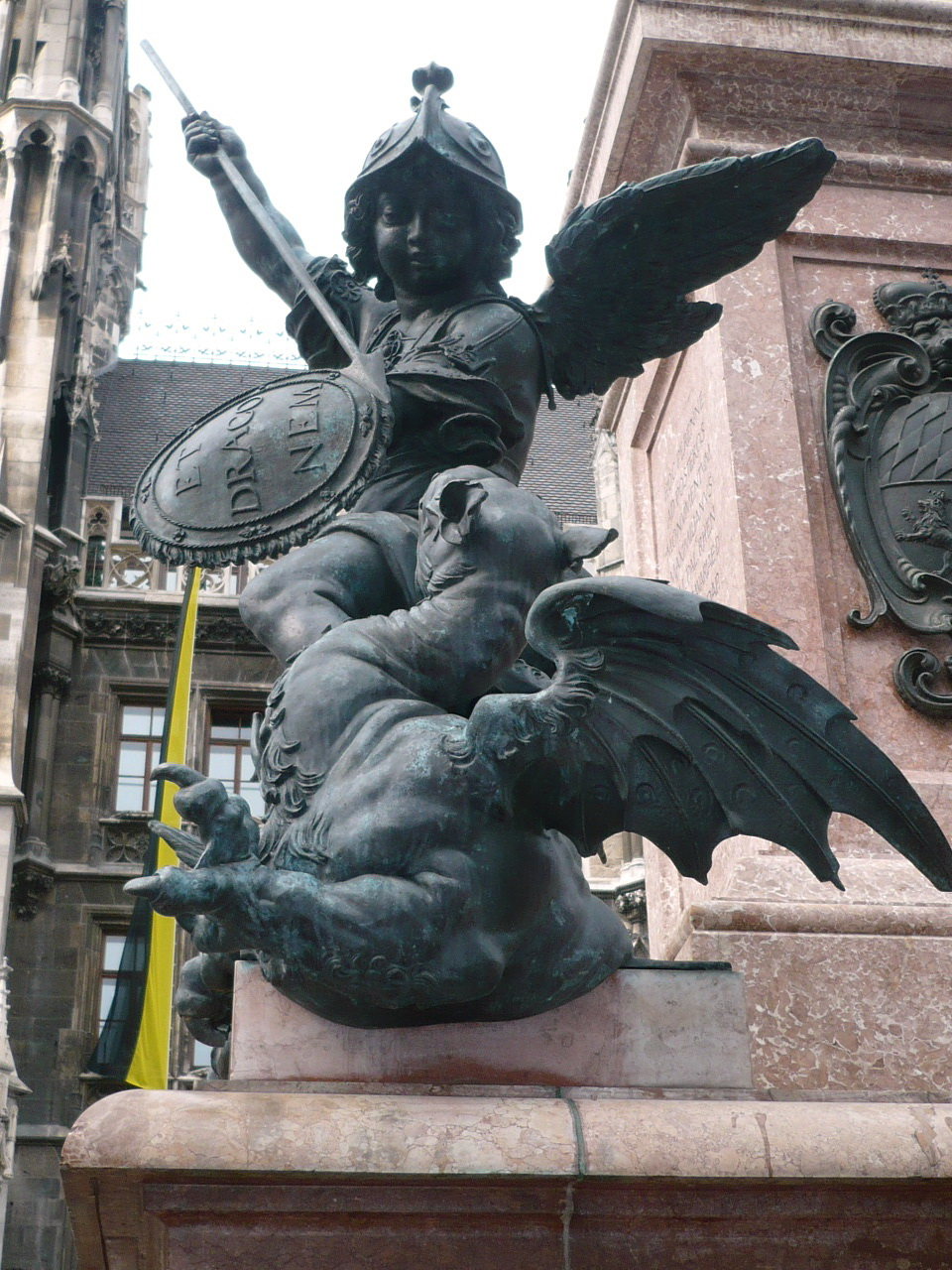
El drac, una de les quatre escultures al peu de l'estàtua.
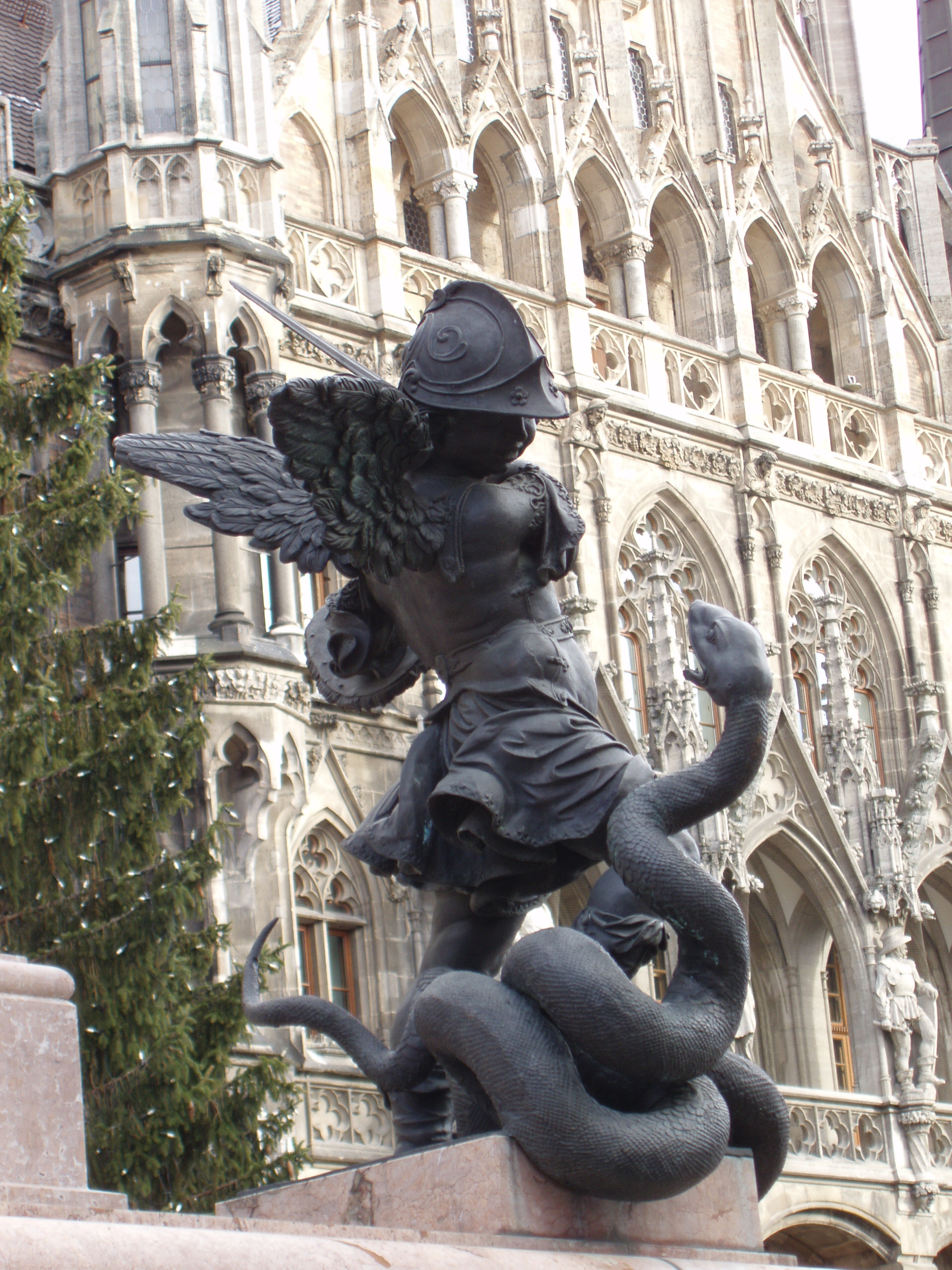
Lluitant contra l'heretgia, una altra escultura al peu de l'estàtua.